# 布莱吕艾
布莱吕艾（法語：Bléruais，法語發音：[bleʁɥɛ]）是法国伊勒-维莱讷省的一个市镇，属于雷恩区。 

## 地理
布莱吕艾（48°6'40"N, 2°7'29"W）面积3.33 平方千米，位于法国布列塔尼大區伊勒-维莱讷省，该省份为法国西北部沿海省份，位于布列塔尼半岛东部，北濒大西洋，西接阿摩尔滨海省和莫尔比昂省，南至大西洋卢瓦尔省，西南端接曼恩-卢瓦尔省，东临马耶讷省，东北与芒什省接壤。
与布莱吕艾接壤的市镇（或旧市镇、城区）包括：圣莫冈、米埃勒、圣贡莱、圣马隆叙梅勒。

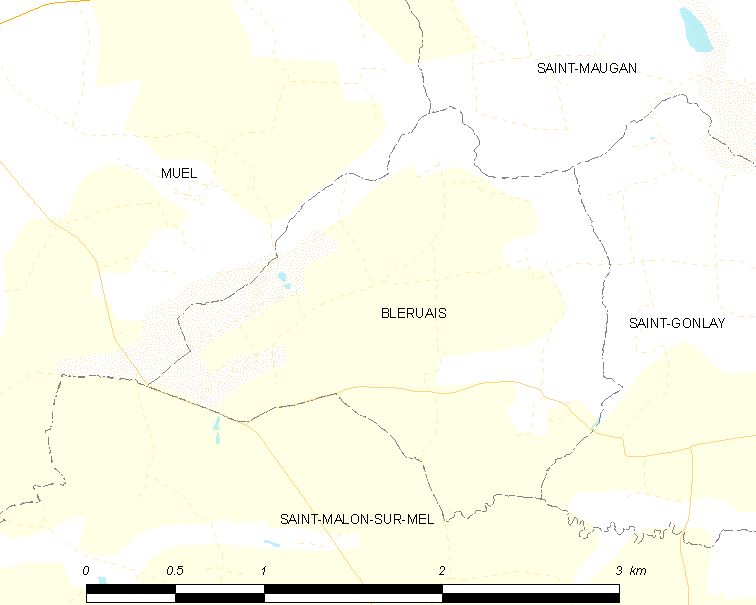
布莱吕艾的OSM定位图

布莱吕艾的时区为UTC+01:00、UTC+02:00（夏令时）。

## 行政
布莱吕艾的邮政编码为35750，INSEE市镇编码为35026。

## 政治
布莱吕艾所属的省级选区为布列塔尼地区蒙托邦县。

## 人口

1962-2008年间布莱吕艾人口变化图示

布莱吕艾于2022年1月1日时的人口数量为98人。